# Du concept d’angoisse

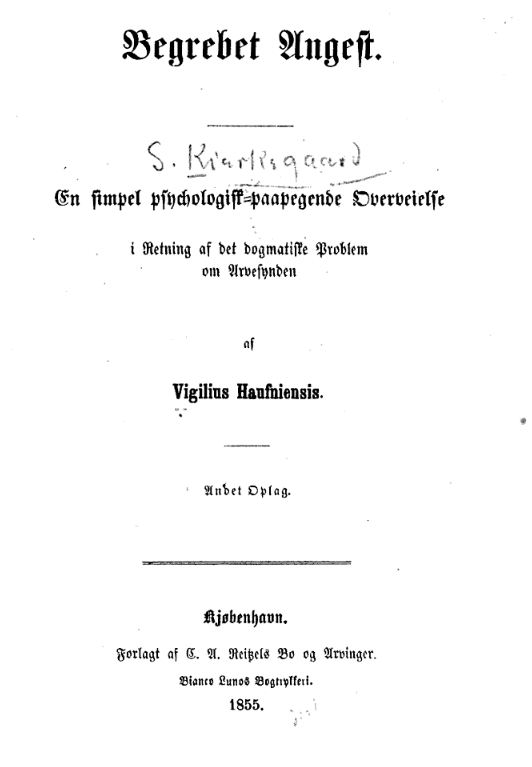
Page de titre de l'édition originale.

Du concept d'angoisse (du Danois: Begrebet Angest) est un livre philosophique écrit par le philosophe Danois Søren Kierkegaard en 1844.
Il introduit notamment le concept de angst. 